# 荒川法勝
荒川 法勝（あらかわ のりかつ／ほうしょう、1921年9月7日 - 1998年5月6日）は、作家・詩人、文芸評論家。

## 生涯
岩手県下閉伊郡崎山村（現・宮古市）出身。慶応義塾大学文学部哲学科卒。1951年千葉県で地方公務員の公立高校教諭となり、千葉県立佐原第一高等学校教諭、1959年千葉県立成東高等学校教諭。
1965年第3次千葉県詩人クラブ初代会長に就任。1977年日本現代詩人会常任理事。1989年多摩美術大学教授。

## 著書
- 『生物祭 詩集』自然社 1961
- 『鯨 詩集』風社 1970
- 『天開山』前衛社 1971
- 『伊藤左千夫の生涯』日貿出版社 1973
- 『平将門伝』昭和出版 1976
- 『平将門物語』小島直絵 金の星社 1976
- 『呪術 詩集』国文社 1976
- 『太宰治の生涯』泰流社 1979
- 『泉鏡花伝 生涯と作品』昭和図書出版 1981
- 『文章表現法』昭和図書出版 1982
- 『宇宙の族 荒川法勝詩集』東京学芸館 1985
- 『泉鏡花』長崎出版 1986
- 『波のうえの図』角川書店 1987
- 『荒川法勝詩集』土曜美術社 日本現代詩文庫 1990
- 『異説忠臣蔵』青樹社 傑作時代小説叢書 1990
- 『真説南総里見八犬伝』青樹社 傑作時代小説叢書 1991
- 『花は花でも 詩集』東京学芸館 1992
- 『奇説慶安太平記 時代小説』青樹社 傑作時代小説叢書 1993
- 『長宗我部元親 信長・秀吉に挑んだ南海の雄』PHP文庫 1995
- 『幻視の作家』東京文芸館 1996
- 『日本の存在の詩の系譜』土曜美術社出版販売 詩論・エッセー文庫 1996
- 『詩人 荒川法勝遺稿集』ジャニス 2000

### 共著・編著
- 『宮沢賢治詩がたみ野の師父』編著 宝文館出版 1968
- 『房総』今井福次郎共著 角川文庫 1970
- 『房総の詩情』編 暁印書館 1974
- 『日本伝説シリーズ 房総の伝説』編 暁書房 1975
- 『房総史話 史実と伝説の谷間』編 昭和図書出版 1976
- 『日本の伝説 6房総の伝説』高橋在久共著 角川書店 1976
- 『房総人物史話 歴史と人物』編 昭和図書出版 1978
- 『南総里見八犬伝考 馬琴小論』編 昭和図書出版 1980
- 『新風土記・房総史蹟紀行』編 昭和図書出版 1981
- 『文章構成法』槙皓志共著 昭和図書出版 1982
- 『写真で綴る文化シリーズ 千葉県』編著 暁印書館

千葉県歴史の人物 1988
千葉県史跡と伝説 1990
千葉県妖怪奇異史談 1997
- 『千葉県ふるさとの昔話』編著 暁印書館 1995

翻訳
- スタンダール『赤と黒』新庄嘉章共訳 名取満四郎絵 金の星社 ジュニア版世界の文学 1968